# Trimezia mogolensis
Trimezia mogolensis är en irisväxtart som beskrevs av Pierfelice Ravenna. Trimezia mogolensis ingår i släktet Trimezia och familjen irisväxter. Inga underarter finns listade i Catalogue of Life.